# Eparchie oděská
Eparchie Oděsa je eparchie ukrajinské pravoslavné církve Moskevského patriarchátu.

## Území a titul biskupa
Zahrnuje správní hranice území Dnistrovskobilhorodského, Biljajivského, Ovidiopolského, Arcyzského, Tatarbunarského, Saratského, Tarutynského, Kilijského, Lymanského, Izmajilského, Bolhradského a Renského rajónu Oděské oblasti.
Eparchiálnímu biskupovi náleží titul biskup oděský a izmajilský.

## Historie
Po připojení Nového Ruska k Rusku bylo území současné eparchie součástí několika eparchií:
- 1789–1797 eparchie jekatěrinoslavská
- 1797–1803 eparchie novoruská a dněprovská (přejmenovaná jekatěrinoslavská eparchie)
- 1803–1837 eparchie jekatěrinoslavská, chersonská a tavrická
- 1837–1859 Eparchie chersonská a tavrická
- 1859–1926 eparchie chersonská a oděská
- 1928–1944 eparchie chersonská a mykolajivská
- 1946–1947 eparchie oděská a kirovohradská
- 1947–1991 eparchie chersonská a oděská

Samostatná eparchie byla zřízena roku 1991.
Dne 20. prosince 2012 byla z části území eparchie zřízena eparchie baltská.

## Seznam biskupů

### Oděský vikariát chersonské eparchie
- 1853–1858 Polikarp (Radkevyč)
- 1858–1859 Antonij (Smolin)

### Eparchie chersonská a oděská (sídlo v Oděse)
- 1837–1848 Gavriil (Rozanov)
- 1848–1857 Innokentij (Borisov) svatořečený
- 1857–1874 Dimitrij (Muretov)
- 1874–1875 Leontij (Lebedinskij)
- 1875–1877 Ioannikij (Gorskij)
- 1877–1882 Platon (Goroděckij)
- 1882–1883 Dimitrij (Muretov)
- 1883–1890 Nikanor (Brovkovič)
- 1891–1893 Sergij (Ljapiděvskij)
- 1893–1905 Iustin (Ochotin)
- 1905–1913 Dymytrij (Kovalnyckyj)
- 1913–1917 Nazarij (Kirillov)
- 1918–1921 Platon (Rožděstvenskij)
  - 1919–1920 Feodosij (Feodosijiv) dočasný správce
  - 1920–1921 Alexij (Baženov) dočasný správce

### Eparchie oděská
- 1921–1925 Prokopij (Titov) svatořečený mučedník
  - 1921–1923 Parfenij (Brjanskich) dočasný správce svatořečený mučedník
- 1925–1927 Nikandr (Fenomenov)
- 1927–1928 Iosif (Petrovych) nepřevzal katedru svatořečený mučedník
  - 1926–1928 Onufrij (Gagaljuk) dočasný správce svatořečený mučedník
- 1928–1937 Anatolij (Hrysjuk) svatořečený mučedník
- 1937–1937 Tichon (Rusinov)
- 1937–1938 Mitrofan (Rusinov)

### Eparchie zadněstřijská a oděská (Rumunský patriarchát)
- 1942–1943 Visarion (Puiu)

### Eparchie oděská a kirovohradská
- 1944–1947 Sergij (Larin)

### Eparchie oděská a chersonská
- 1948–1956 Nikon (Petin)
- 1956–1965 Boris (Vik)
- 1965–1990 Sergij (Petrov)
- 1990–1991 Leontij (Hudymov)

### Eparchie oděská
- 1991–1992 Lazar (Švec)
- od 1992 Agafangel (Savvin)